# Дубянка (Львовская область)
Дубянка (укр. Дуб'янка) — село в Щирецкой поселковой общине Львовского района Львовской области Украины.
Население по переписи 2001 года составляло 47 человек. Занимает площадь 0,13 км². Почтовый индекс — 81161. Телефонный код — 3230.